# خنمت نفر حجيت الثالثة
خنمت نفر حجيت الثالثة ، ملكة مصرية قديمة من الأسرة الثانية عشرة و زوجة الملك أمنمحات الثالث ، ودفنت في مجمع هرمه في دهشور. اسمها حتى الآن غير معروف إلا من نقش على وعاء من المرمر وجد في مقبرتها. و كانت تحمل لقب الزوجة الملكية و العضوة في النخبة (الأميرة الوراثية) و سيدة الأرضين ، دفنت في تابوت مزيّن بالصور و لكن غير منقوش بالكتابات.
و قد تم السطو على مقبرتها و نهبها حتى أنه لم يتبقَ الكثير فيها إلا البقايا ، ديتر أرنولد، الذي وجد مكان دفنها، فسر في الأصل اسمها على أنه اللقب خنمت نفر حجيت (المتحدة مع التاج الأبيض) و رأى أن الوعاء الطقسي الذي وجد في مقبرتها لم يحمل أي اسم مميز مطلقاً للملكة. و مع ذلك ، لفت الباحثون الأكثر حداثة الانتباه إلى حقيقة أنه لم يكن شائعاً كتابة لقب الشخص فقط من دون كتابة اسمه ، لا سيما في الأغراض الطقسية في غرف الدفن. لذلك ، فخنمت نفر حجيت هو على الأرجح اسم هذه الملكة بالفعل و ليس لقبها.

## الهوامش
1. ↑  D. Arnold: Dahschur, Dritter Grabungsbericht, In: MDAIK 36 (1980), 20
2. ↑  Silke Roth: Die Königsmütter des Alten Ägypten von der Frühzeit bis zum Ende der 12. Dynastie, Wiesbaden 2001, p. 440 ISBN 3-447-04368-7